# Oberer Schwarzhorn See
Oberer Schwarzhorn See är en sjö i Österrike.   Den ligger i förbundslandet Kärnten, i den centrala delen av landet, 270 km sydväst om huvudstaden Wien. Oberer Schwarzhorn See ligger 2 706 meter över havet.
Trakten runt Oberer Schwarzhorn See består i huvudsak av gräsmarker. Runt Oberer Schwarzhorn See är det ganska glesbefolkat, med 29 invånare per kvadratkilometer.